# Plaståtervinning

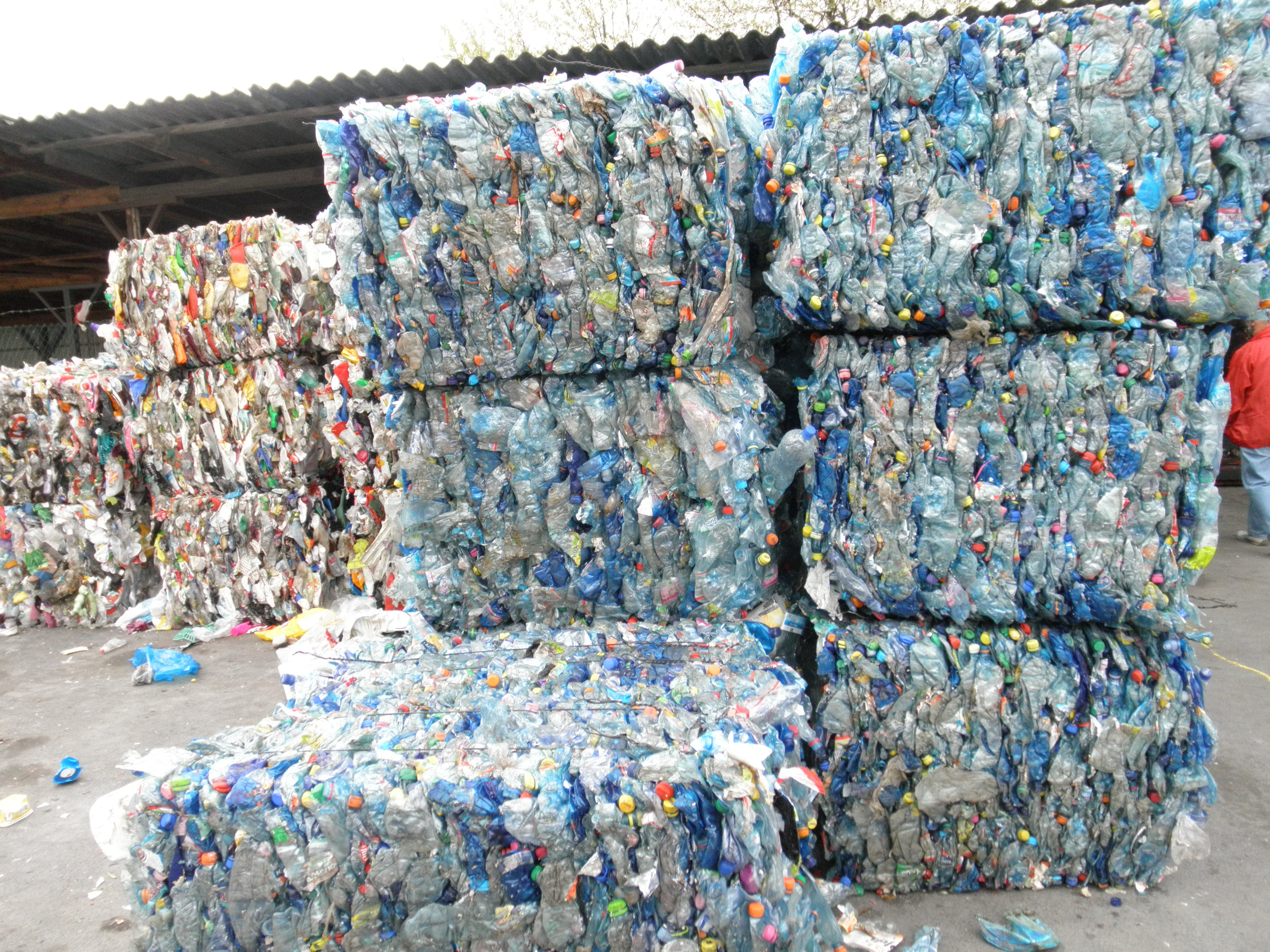
Balar med hopknycklade PET-flaskor.

Plaståtervinning innebär återvinning av någon form av plast. Hur detta sker, skiljer sig från andra material som glas, metall, trä eller keramik. 
Återvinning av plast är något som blir allt vanligare med tiden, detta för att minska miljöpåverkan och oljeberoende. Plasttillverkning konsumerar ca 4 % av all råolja att jämföra med bränsle som konsumerar 87 %. Sverige återvann, enligt PlastForum nordica 2001/7, 79 % av all plast, 17 % materialåtervanns och resterande 62 % energiåtervanns, dvs förbrändes. Enligt rapporten Ett värdebeständigt svenskt materialsystem (2018) går drygt 8,5 miljarder i materialvärde förlorade varje år när plasten bränns eller deponeras istället för att materialåtervinnas.
Återvinning är ett tvetydigt ord som för plast kan syfta på flera olika processer, däribland materialåtervinning, energiåtervinning, nedbrytning samt återvinning till monomer.

## Materialåtervinning
Vid materialåtervinning källsorteras plasten vanligtvis (i Sverige) först av användaren för att sedan insamlas och grovsorteras. Efter det sker fraktionering, finsortering, tvättning och torkning av plasten. För att kunna använda plasten ställs stora krav på att rätt plastsort valts ut, här kan den plastklassningskod som ofta är ingjuten i plasten användas. Därefter säkerställs kvaliteten med nya tillsatser för stabilisering och blandbarhet varvid plasten kan bearbetas på nytt. Detta är enkelt att göra med termoplaster men mycket svårt att göra med gummi och härdplaster. 
Processen kan bli dyr beroende på hur väl man sorterat respektive plastsort, hur gammal plasten är (plast har en begränsad teknisk livslängd) samt kostnaden för maskiner och processen i sig. Bäst lämpar sig därför spill från plastindustrin som inte blandats, inte åldrats eller haft olika tillsatser. 
Man kan även mala ner polymeren och använda som fyllnadsmedel. Detta är exempelvis bra att göra med en härdplast eller gummi som annars knappt lönar sig att materialåtervinna.
Fördelar med materialåtervinning anses vara en minskad deponering, minskat oljeberoende, ett tillvaratagande av icke förnyelsebara råvaror, samt en generellt lägre miljöpåverkan än alternativ avfallshantering. Nackdelar anses vara att det är stor risk att främmande plastslag och föroreningar blandas, vilket gör egenskaperna i materialet okända och försämrar de mekaniska egenskaperna.[källa behövs]

## Energiåtervinning
Vid energiåtervinning förbränns plasten varvid man utvinner elkraft och värme för uppvärmning. Stor vikt läggs vid minimering av utsläpp (på grund av tillsatser eller grupper i kedjan såsom klor) samt restavfall i form av aska. Ett kg råavfall ger ca 11 MJ energi vid förbränning, vilket minskar elberoendet och deponeringen. Nämnas kan att ett kg polyeten nästan är likvärdigt med ett kg råolja.
Fördelarna med energiåtervinning är man tillvaratar energin från (nästan enbart) icke förnyelsebara råvaror, man får minskad deponering samt att man av utvinner elkraft och värme. Nackdelarna är emissioner och restavfall samt att materialet inte återvinns.

## Nedbrytning
Vid sidan av konventionella plaster, som inte bionedbrytbara och i allmänhet tillverkade av fossil olja, finns så kallade bioplaster. Dessa är framställda av förnybara råvaror, biologiskt nedbrytbara eller både och. Det finns ett flertal olika typer av bionedbrytbara plaster som PLA, PHA/PHB där förmågan att brytas ner naturligt skiljer sig åt i olika miljöer. PLA är exempelvis industriellt komposterbar och uppfyller standarden EN13432 medan PHA/PHB under vissa förutsättningar även bryts ner naturligt utan tillgång till syre som i vatten. Polyhydroxybutyrat (PHB) tillverkas polymeren genom jäsning av kolhydrater med hjälp av en mikroorganism kallad Alcaligenes eutrophus. Processen är ny varför materialen blir mycket dyra. Utöver att komposteras kan även materialen återvinnas och förbrännas som konventionella plaster.
Vissa typer av nedbrytbara plaster kan implanteras i kroppen utan att stötas bort för att långsamt lösas upp.
Bland fördelarna med detta kan nämnas att detta inte kräver beroende av olja, allt är helt nedbrytbart vilket gör att det inte blir någon deponering. Dessutom saknas miljöpåverkan vid nedbrytning. Nackdelarna är att materialet är dyrt samt att det kräver mekaniska egenskaper.

## Återvinning till monomer
Dels kan sägas att tillverkningen av PET är reversibel och kan därför återvinnas till basråvara men även olefinmolekyler eller polymerer kan återvinnas genom pyrolys (även kallat krackning). Pyrolys innebär att polymeren delas upp i monomerer genom syrefri upphettning. De flesta plaster kan pyrolyseras men vissa är mer komplicerade och kan kräva mycket mer energi än vad som är lönsamt. En pyrolysanläggning måste vara mycket stor för att bli lönsam, och det finns en anläggning utanför Stenungsund där detta görs. Man valde att bygga anläggningen där eftersom det finns anläggningar intill som använder monomererna till nyproduktion av nya plaster. Det finns även en metod i Sverige under uppsegling som heter "Carbonize by Forced Convection" CFC, som effektivt återvinner polymerer till olja, gas och kol. CFC-processen är kostnadseffektiv och kräver lite energi.
Fördelarna är att materialet återvinns och leder till minskat oljeberoende. Nackdelarna är att det kräver mycket energi, transport och pyrolys ger luftföroreningar samt att processen är kostsam.